# 라몬 J. 센데르

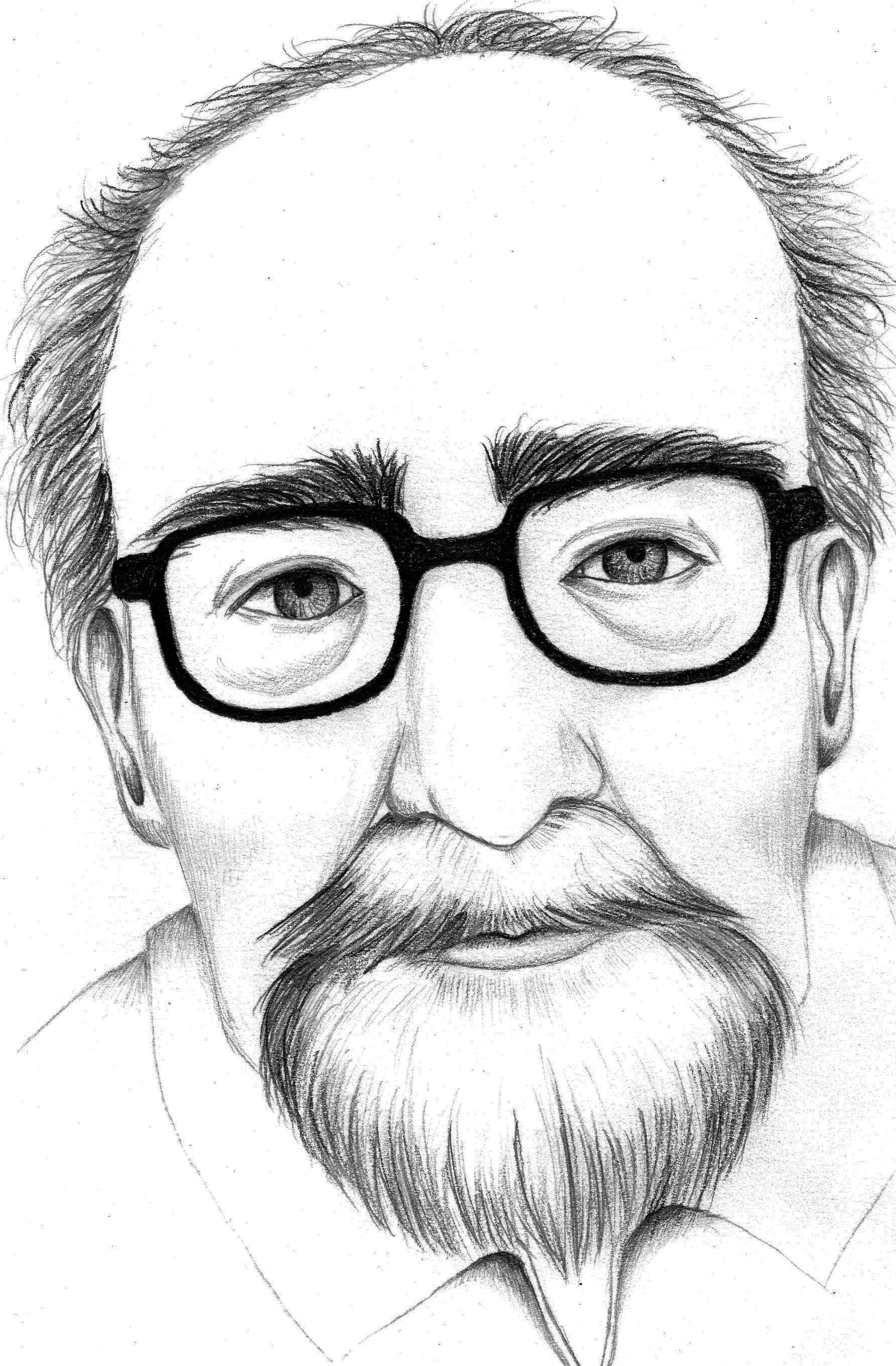

라몬 호세 센데르(Ramón José Sender Garcés, 1901년 2월 3일 – 1982년 1월 16일)는 에스파냐 소설가이다.
1935년에 국민문학상을 수상했으며 내란 후 미국에 망명하여 정주했다. 그의 작품은 여러 나라 말로 번역되어 세계적으로 독자를 갖고 있지만 에스파냐에서는 그다지 유명하지는 않다. 아프리카 군대생활의 체험보고(報告) <이만(Iman)>(1929)이 처녀작이며 <반격(反擊)>(1938)은 우수한 내전소설(內戰小說)의 하나이다. <새벽의 역사>(1942)는 소년생활과 감정의 기록이며 <아리아도나의 다섯 권의 서적>은 반(半)자서전 소설이다. 테마나 그 작풍에 있어서 한 작품마다 변화를 주었으며 사회와 인간을 자연주의 수법으로 다룬 작가이다.